# Jean-Baptiste Lartigue
Pour les articles homonymes, voir Lartigue.
Jean-Baptiste Lartigue, né en 1741 à Bordeaux et mort le 28 février 1831 dans cette même ville est un architecte bordelais, maire de la ville sous la Convention de 1796 à 1799.

## Biographie
Jean-Baptiste Lartigue naît à Bordeaux en 1741. Il est probable qu'il fait son apprentissage auprès de son père, François, qui est en 1787 doyen de la congrégation des maîtres-maçons et architectes de Bordeaux. En 1768, âgé de 27 ans, Jean-Baptiste est membre de l'Académie des Arts et professeur d'architecture à l’École académique de Bordeaux. En 1777 il exerce les fonctions de recteur. 
Il est le promoteur de grands projets d'embellissement de Bordeaux. Plusieurs de ses dessins sont exposés aux salons bordelais des Beaux-Arts entre 1771 et 1787, et c'est en 1776 qu'il y rencontre le succès avec son projet de « portail gothique pour l'église métropolitaine Saint-André de Bordeaux » (la façade ouest étant mise à nu par la destruction de l'ancien rempart romain), projet qui ne sera jamais concrétisé. Il esquisse le cimetière général de Bordeaux (dont le style macabre lui vaut des quolibets), le nouvel hôpital Saint-André (« projet d'hôtel-Dieu »)et l'hospice général de Pellegrin (« projet d'hôpital général »).
En 1793, il est au nombre des officiers municipaux, sous la mandature de François-Armand Saige. Quand le 29 mai 1796 Bordeaux est scindé en trois arrondissements, il devient maire du 2e — celui du sud — pour deux ans, puis de 1798 à 1799 du 3e — Bordeaux nord.

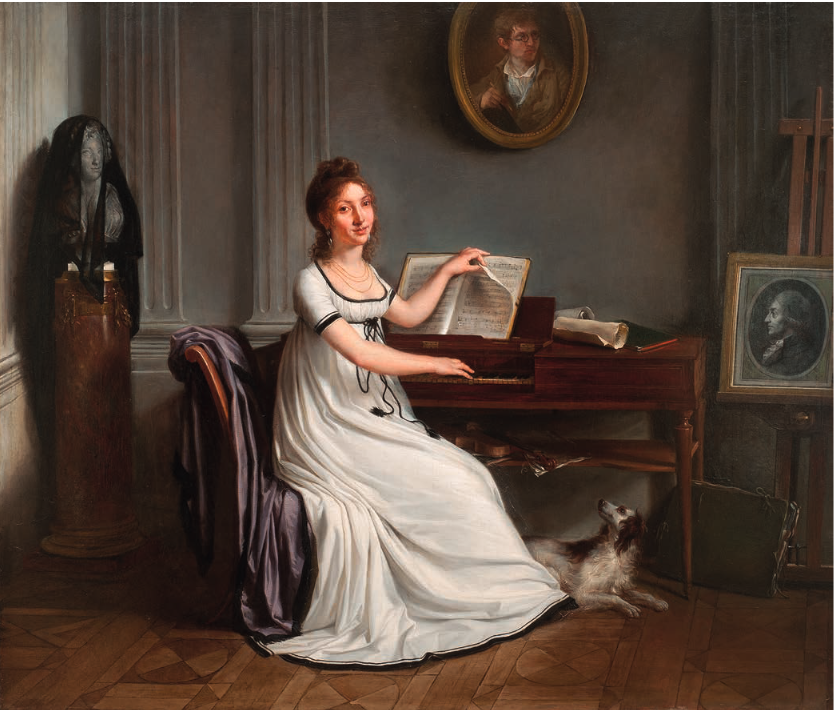
Portrait de son épouse, Madeleine-Aimée Lacour au piano carré, par Pierre Lacour (1800)

Il épouse Madeleine-Aimée Lacour, fille et modèle du peintre Pierre Lacour, elle-même peintre, née après 1778 à Bordeaux. Le couple a une fille.
Il meurt le 28 février 1831 à Bordeaux.